# Dorfkirche Kunersdorf
Die evangelische Dorfkirche in Kunersdorf in der Gemeinde Bliesdorf in Brandenburg ist das dritte Gotteshaus des Ortes. Sie wurde in den 1950er Jahren im spätexpressionistischen Backsteinstil errichtet und steht unter Denkmalschutz. Die Kirchengemeinde gehört zum Pfarramt Neutrebbin-Oderbruch im Evangelischen Kirchenkreis Oderland-Spree der Evangelischen Kirche Berlin-Brandenburg-schlesische Oberlausitz.

## Geschichte
In Kunersdorf ist erstmals im Jahr 1375 eine Kirche nachgewiesen. Nach ihrer Zerstörung im Dreißigjährigen Krieg wurde sie bis 1683 als Fachwerkkirche wieder aufgebaut. Knapp einhundert Jahre später war das Kirchengebäude so marode, dass Hans Sigismund von Lestwitz im Jahr 1781 einen Neubau errichten ließ. Der Neubau mit einem Westturm wird dem Barock zugeordnet, obwohl andere Quellen ihn frühklassizistisch nennen. Am Ende des Zweiten Weltkriegs war dieses Kirchengebäude zerstört und musste 1948 abgerissen werden.
Die jetzige Kirche wurde 1950–1955 nach Plänen des Baurats Curt Steinberg auf dem Friedhof im Nordwesten des Dorfes errichtet, direkt an der B 167. Die früheren Kirchen standen im Dorfzentrum. Der Friedhof wurde im späten 17. Jahrhundert von der Familie Barfus angelegt. Auf diesem Friedhof befindet sich außerdem das Erbbegräbnis der Familie von Lestwitz-Itzenplitz.

## Architektur und Ausstattung

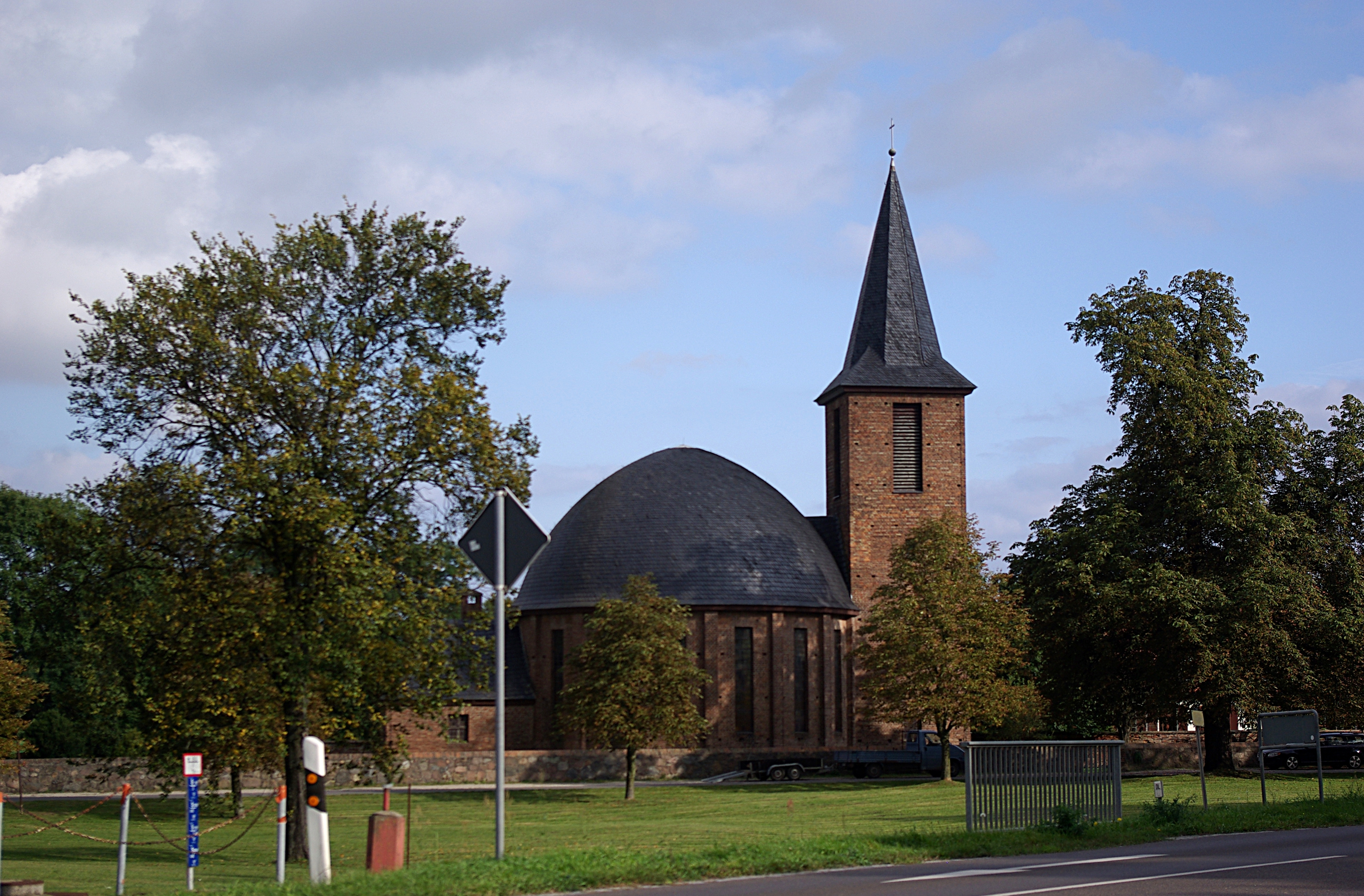
Ansicht der Kirche von Westen

Die Kirche ist ein Rundbau mit einer Kuppel. An der Südseite schmiegt sich der 27 Meter hohe Kirchturm mit einem achteckigen eingeknickten Helm an den Baukörper. Der Turm wird bekrönt von einer verkupferten Kugel mit einem Turmkreuz darüber. An der Nordseite des Gotteshauses ist eine Sakristei angefügt, die mit einem Krüppelwalmdach abgeschlossen ist. Alle Dächer haben eine Schieferdeckung. Die Fassade der Kirche ist geprägt durch breite Lisenen. Das Kirchenportal befindet sich an der Ostseite des Turmes.
Die Kuppel liegt auf einem Kreuzrippengewölbe. Der Altar steht in der West-Apsis, neben dem Altar befindet sich die Kanzel. Unter der Vierung ist der Zugang zur Empore angeordnet, auf der die Orgel installiert ist, eine Kleinorgel aus dem Jahr 1971. Die Kirchenbänke befinden sich links und rechts eines Mittelganges.
Das Innere samt Wänden und Kirchenfenstern ist schlicht gehalten. Auffällig ist die Innentür, die 1937 an der Fachschule für Raumtechnik und Raumgestaltung in Berlin zur 700-Jahr-Feier Berlins entstanden ist und ursprünglich die abgetragene Barockkirche zierte. Auf ihr sind die 15 Wappen der damaligen Berliner Bezirke abgebildet. Die Fenster stammen aus dem Jahre 1955.